# Evangelische Kirche Burgbracht

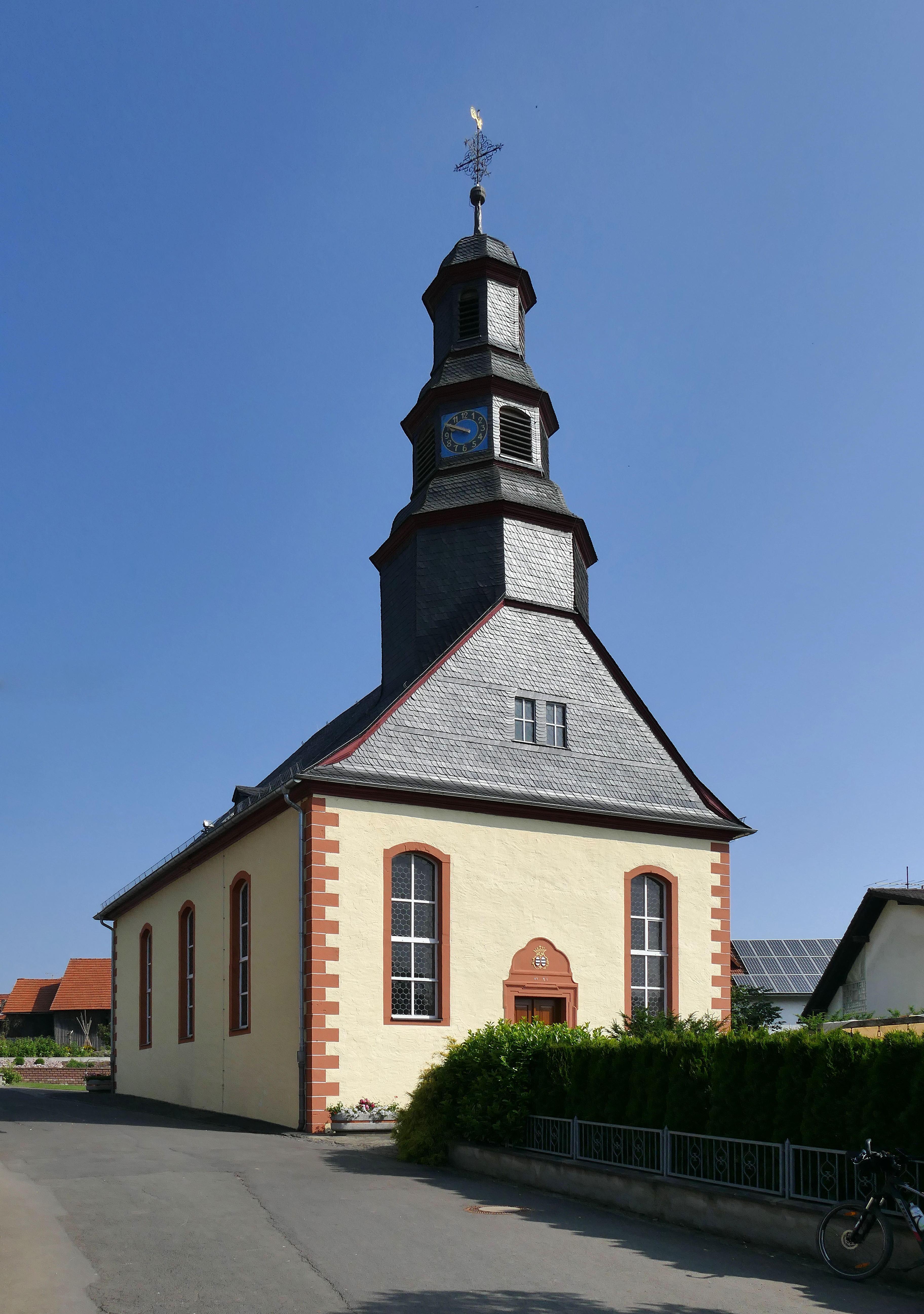
Evangelische Kirche in Burgbracht

Die Evangelische Kirche in Burgbracht ist eine Querkirche, erbaut in den Jahren 1738 bis 1741.

## Geschichte
Die ersten Nachrichten über eine Kapelle zum Heiligen Kreuz stammen aus dem 15. Jahrhundert. 1419 wird ein Kaplan Heinrich Yrmentrich zu Burgbracht erwähnt. Dieser wird nochmals als Rektor der Kapelle in „suburbio,“ der Vorstadt, genannt.
In den Kirchenrechnungen des Wolferborner Gerichts von 1543 bis 1554 wird Burgbracht bereits zum Kirchspiel „Hitzenkirchen“ gezählt.
Das Präsentationsrecht des Pfarrers hatten die Herren von Lißberg und 1450 die von Rodenstein. Die Kapelle gehörte zum Bistum Mainz in das Archidiakonat von St. Maria ad Gradus in Mainz, im Landkapitel Roßdorf, Sendbezirk Hitzkirchen.
Die Reformation wurde in der Grafschaft Ysenburg-Birstein durch den Grafen Reinhard von Ysenburg-Büdingen-Birstein, geb. 1518, in den vierziger Jahren des 16. Jahrhunderts eingeführt. Er erließ schon 1544 eine lutherische Kirchenordnung. Die Pfarrer der Grafschaft lehnten während des Augsburger Interims 1550 die Forderungen der Mainzer Visitationskommission ab. Den Wechsel vom lutherischen zum kalvinistischen Bekenntnis vollzog Graf Wolfgang Ernst 1596, unterstützt durch den Theologen Paul Crocius.
Nach dem Dreißigjährigen Krieg versuchte die Gemeinde wiederholt, die Kapelle wieder dauerhaft zu reparieren. Schließlich förderte Graf Wolfgang Ernst II. zu Isenburg-Birstein (Regierungszeit 1718–1754) entscheidend den Neubau einer Kirche. Dieser besaß auch das Patronatsrecht.
Der Graf beabsichtigte „sothanes Bauwesen facilitiren (erleichtern) zu helfen.“
Der Neubau der Dorfkirche begann mit einer „feierlichen Grundsteinlegung“ am 11. Juni 1738, bei der auch der Graf mit seiner gesamten Familie und viele Höflinge anwesend waren. Schon im Frühjahr waren Verträge mit den wichtigsten Handwerkern abgeschlossen worden. Auf Bitten des Grafen Wolfgang Ernst durften die Burgbrachter Untertanen im Gebiet des Grafen Maximilian zu Ysenburg-Wächtersbach in dessen Gebiet Kalksteine zum Kalkbrennen brechen. Das Holz stiftete Wolfgang Ernst, nur die Stadt Wenings spendete noch fünf Stämme zum Bau. Die Fuhrdienste geschahen durch „herrschaftliches Geschirr.“
Durch eine Weihnachtskollekte 1738 in den Grafschaften Birstein und Offenbach, die Wolfgang Ernst seit 1718 gehörten, und durch Kollektenpatente für zwei Kollektoren wurden finanzielle Mittel beschafft.
Im April 1739 war der Rohbau vollendet. Am 3. September 1740 erhielt der Dachreiter Kreuz und Knopf. Die damals vorherrschende Not verzögerte die Fertigstellung des Baus, der erst am 11. Oktober 1741 eingeweiht wurde.

## Architektur
Sie wurde als Querkirche erbaut. Ellwardt spricht von einem „schlichten rechteckigen Saalbau, der von außen wie längsgerichtet wirkt.“ Das vermeintliche Baujahr der Saalkirche 1738 steht über dem Westportal, darüber befindet sich das Wappen der Grafschaft Isenburg-Birstein.
Besonders betont wird die Westfassade zudem durch ihren Abschluss mit dem polygonalen Turm mit dreistufiger Haube, der als Dachreiter errichtet wurde. Er dient zugleich als Glockenturm. 1890 befanden sich darin zwei Glocken.

## Ausstattung

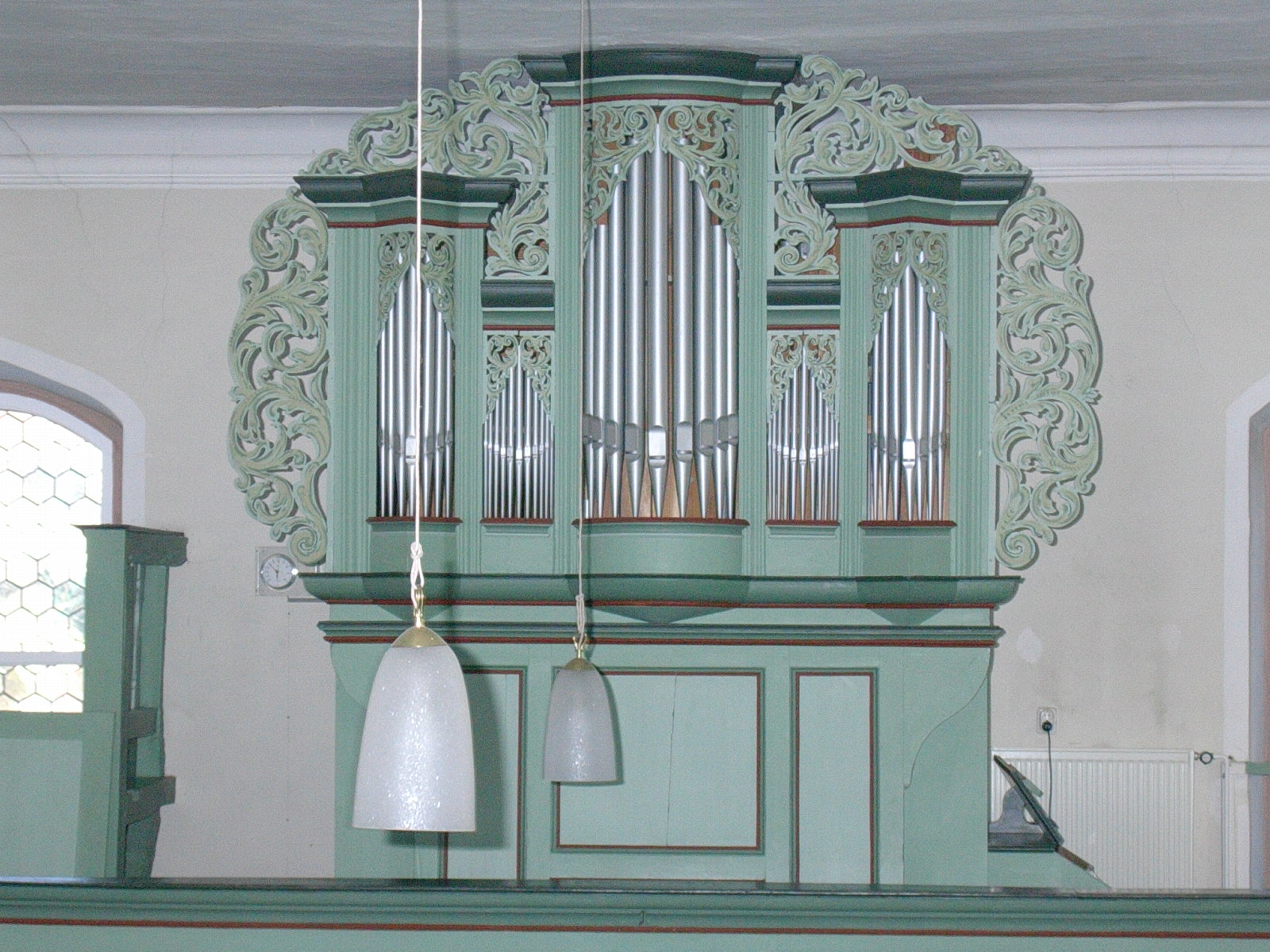
Orgel von 1911

Die Ausstattung des Innenraums der Querkirche mit dreiseitiger hölzerner Empore, Abendmahlstisch und Kanzel stammt noch aus dem Erbauungsjahr. Die Kanzel befindet sich auf der freien Längsseite, vor ihr der Abendmahlstisch, der von einem Paradiesgitter umgeben ist.
Auf der Seitenempore über dem Eingang steht die Orgel. Sie wurde 1911 von Förster & Nicolaus Orgelbau gebaut. Der bauzeitliche Prospekt wird Johann Friedrich Syer zugeschrieben.